# Аран (Португалия)
Аран (порт. Arão) — район (фрегезия) в Португалии, входит в округ Виана-ду-Каштелу. Является составной частью муниципалитета Валенса. По старому административному делению входил в провинцию Минью. Входит в экономико-статистический субрегион Минью-Лима, который входит в Северный регион. Население составляет 820 человек на 2001 год. Занимает площадь 3,00 км².